# Horizon FM
Horizon FM ist ein Radiosender in Burkina Faso. Er wird in französischer Sprache auf 102,7 oder 104,4 FM von der Stadt Bobo-Dioulasso aus gesendet. Er ist bekannt für seine spätabendliche Briefkastenonkel-Show.